# Aliocha (réalisateur)
Pour les articles homonymes, voir Aliocha.
Aliocha est un réalisateur et scénariste français, né Aliocha Allard, le 17 août 1984 à Nuku-Hiva, en Polynésie française.

## Biographie
Inspiré par Robert Bresson, Luis Buñuel et Andreï Tarkovski il étudie le cinéma à Paris puis à New York avant de réaliser son premier court-métrage La Conduite de la raison (présenté à la Quinzaine des Réalisateurs du Festival de Cannes 2011). Aliocha est ensuite sélectionné au Talent Lab du Festival International du Film de Toronto et au Talent Campus de la Berlinale. Il écrit et réalise son deuxième court-métrage Bake a Cake (couronné du Grand Prix du Festival de Milan 2012) avec l’acteur Jean-Louis Coulloc’h qu’il fait aussi jouer dans son premier long-métrage Une villa à Los Angeles sur les côtes bretonnes.

## Filmographie
- 2013 : Une villa à Los Angeles
- 2012 : Bake a Cake (court-métrage) Prix «Aprile» au Milano Film Festival 2012
- 2010 : La Conduite de la raison (court-métrage) Quinzaine des Réalisateurs - Cannes 2011
- 2009 : Catedral (documentaire) Prix du meilleur court-métrage au London International Documentary Festival 2010